# Buxtehude
|  | Aquest article tracta sobre la ciutat de Baixa Saxònia. Vegeu-ne altres significats a «Dietrich Buxtehude». |

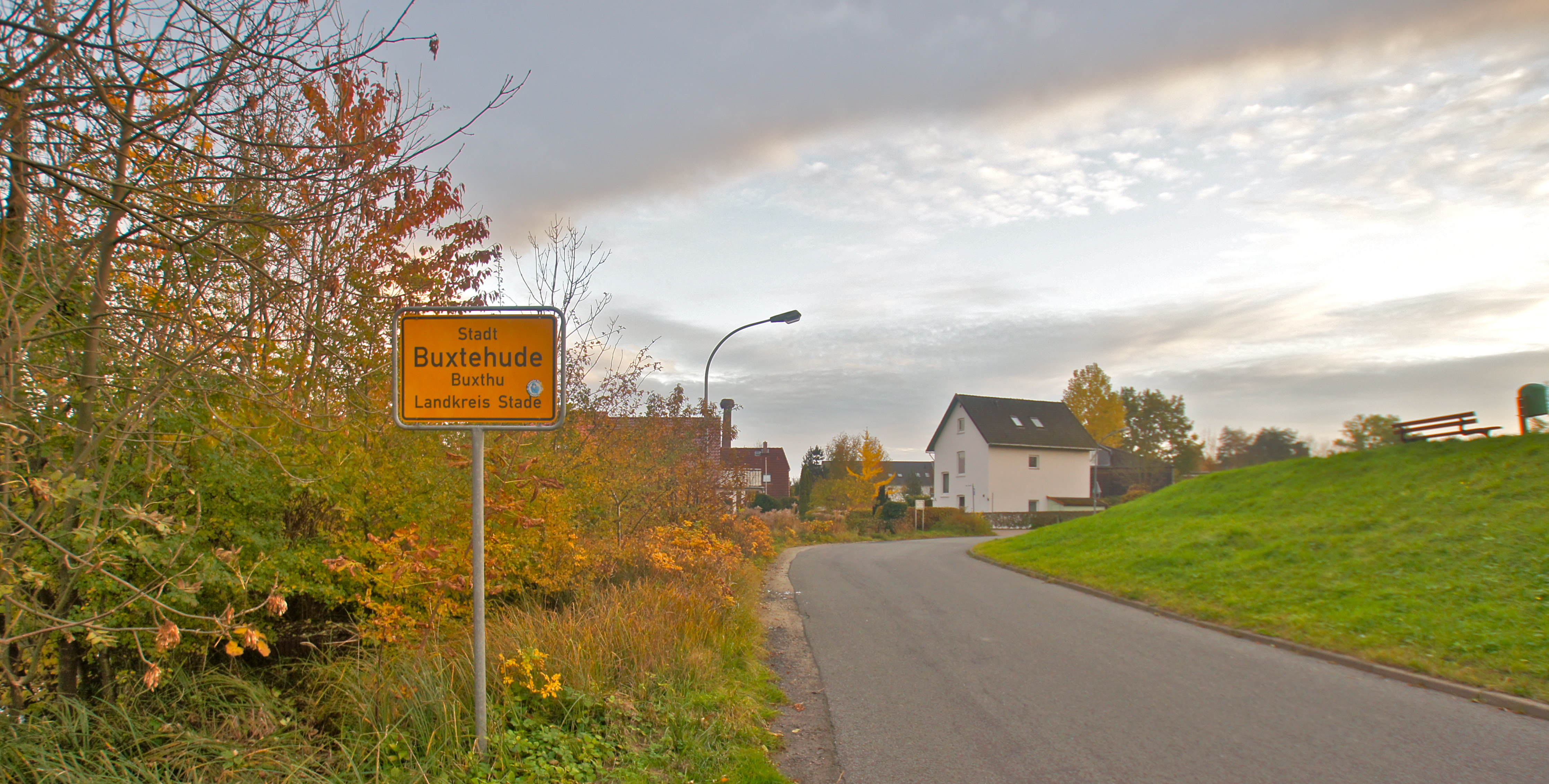
Senyal bilingüe a l'entrada de la ciutat

La Ciutat Hanseàtica de Buxtehude (en baix alemany Buxthu o Buxthuud) és una ciutat al districte de Stade a Baixa Saxònia a Alemanya. El 31 de desembre de 2012 tenia 39.685 habitants. És la segona ciutat més gran del districte després de Stade. De 1363 a 1598 molts comerciants van ser membre de la Lliga Hanseàtica. L'abril 2014 va tornar a tenir el títol oficial - i només honorífic - de «ciutat hanseàtica» que d'ara ençà fa part del nom.

## Geografia
La ciutat es troba a les ribes de l'Este, a l'endret al qual s'acaba la influència de la marea, a la frontera entre el geest i els prats molls de la vall de l'Elba. A aquesta línia entre el geest sec i protegit de la marea alta i els camps al·luvials fèrtils però insegurs, es troben totes les assentaments més ancians i més llargs de la riba esquerra de l'Elba: Stade, Horneburg, Buxtehude, Neu Wullmstorf, Harburg, Stelle, Winsen an der Luhe, Lüneburg i enllà. L'ocupació permanent de les terres més baixes va anar progressant quan les tècniques de desguàs i de construcció de dics van desenvolupar-se.
Es troba a la línia ferroviària Hamburg-Cuxhaven i la línia del metro S3 de l'Hamburger Verkehrsverbund.

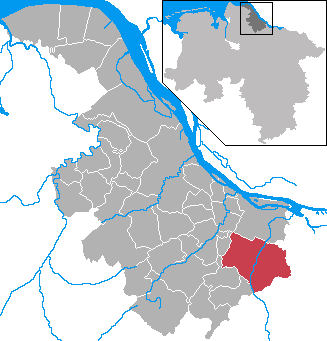
Buxtehude al districte de Stade
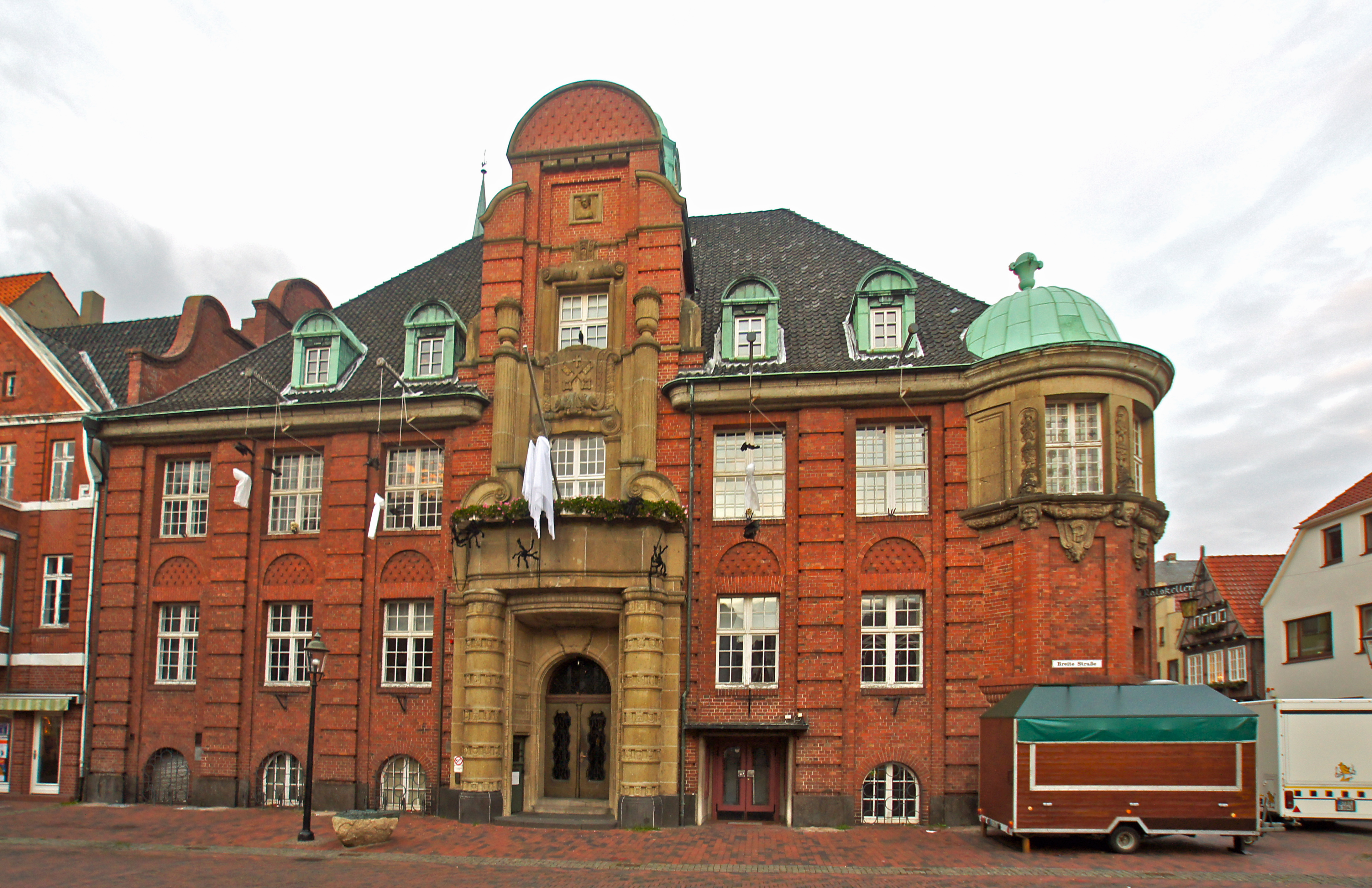
Casa de la vila
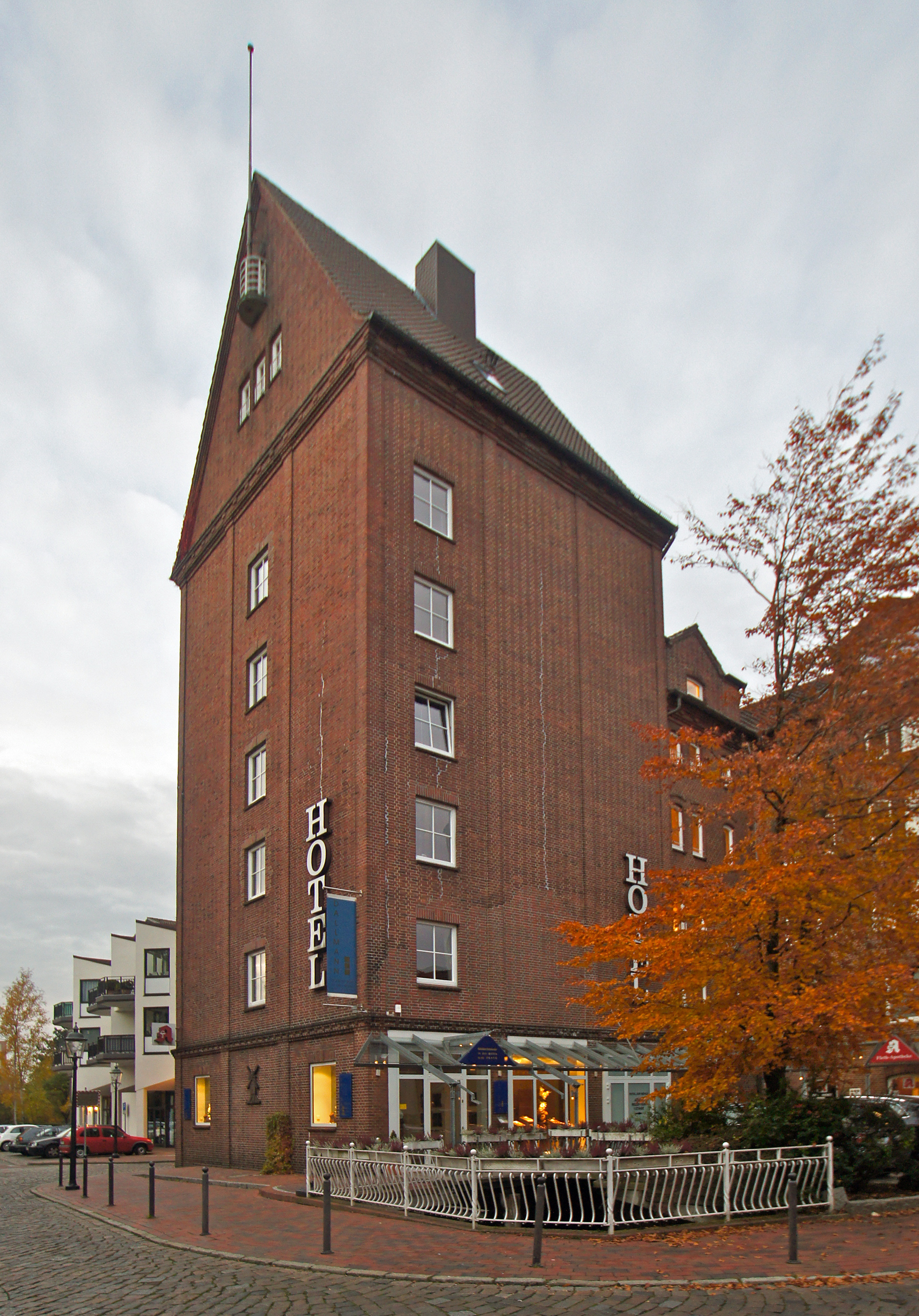
L'antic molí
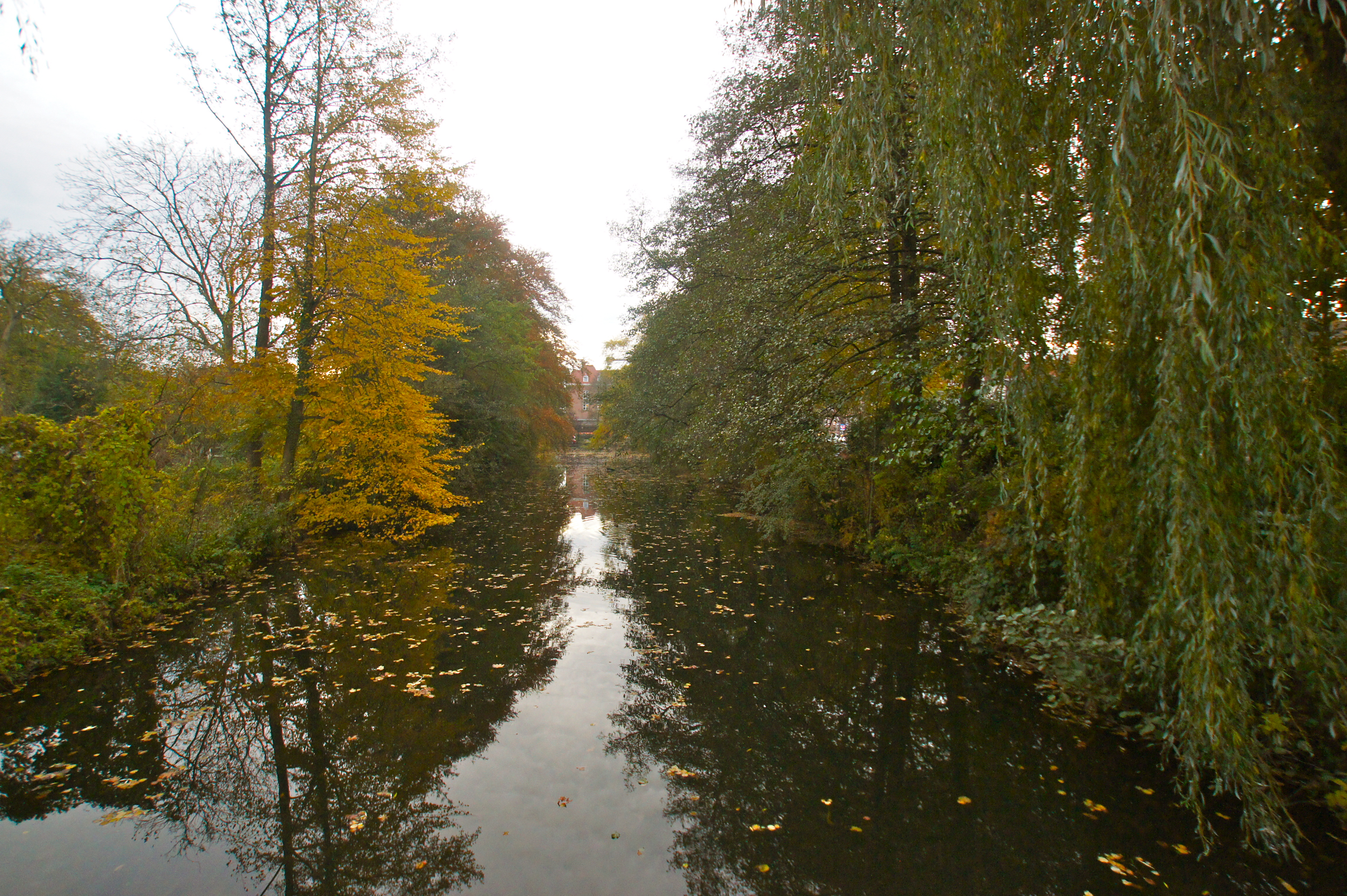
El fossat Viever

### Nuclis
- Daensen (Doans)
- Dammhausen (Dammhusen)
- Eilendorf (Eindörp)
- Hedendorf (Heendörp)
- Heimbruch (Heimbrook)
- Immenbeck (Imbeek)
- Ketzendorf (Ketzendörp)
- Neukloster (Neeklooster)
- Ottensen (Ottens)
- Ovelgönne (Öbergünn)
- Pippensen (Pippens)

### Ciutats agermanades
- Blanhac (1985), per la presència d'una filial d'Airbus a ambdues ciutats
- Ribnitz-Damgarten a Mecklemburg-Pomerània Occidental) (1990)

## Història
El nom conté el sufix -hude que significa un endret protegit a un rierol tot just abans de la seva desembocadura a un riu més important, al qual era possible treure vaixells a la terra ferma. El prefix bux refereix probablement a la presència de fajos. El primer esment escrit Buochstadon data del 959.
El primer assentament conegut data del 1197 se situa a prop del barri Altkloster (monestir vell). El 1328 va obtenir els drets de ciutat. L'arquebisbe de Bremen, Giselbert von Brunkhorst va erigir un nou barri fortificat a l'entorn d'un canal, el Fleth, una derivació de l'Este per al comerç i el Viver a l'entorn de la muralla per a la defensa. A diferència dels altres ports de la vall de l'Elba, que més o menys van créixer orgànicament a l'entorn dels braços dels rius, Buxtehude va ser el primer port construït de manera planificada. El 1369 la ciutat va afiliar-se a la lliga hanseàtica. Al segle xvii, tenia un paper important al comerç de bous: cada any uns 30.000 bous passaven pel port de Buxtehude de Jutlàndia cap als Països Baixos. Es trobava també a la ruta Arkhànguelsk-Hamburg-Itàlia.
Durant la guerra escanesa (1675-1676) va quedar un condomini d'uns estats aliats que van conquerir-lo, fins que la pau de Saint-Germain (1679) l'atorgava a Suècia. L'ocàs va començar al segle xviii amb la desaparició del comerç de bestiar i l'ascensió del port d'Harburg com travessia preferit de l'Elba. Unes guerres de més van fer que el 1812 la població va atènyer el seu nivell el més baix de només 1843 habitants.

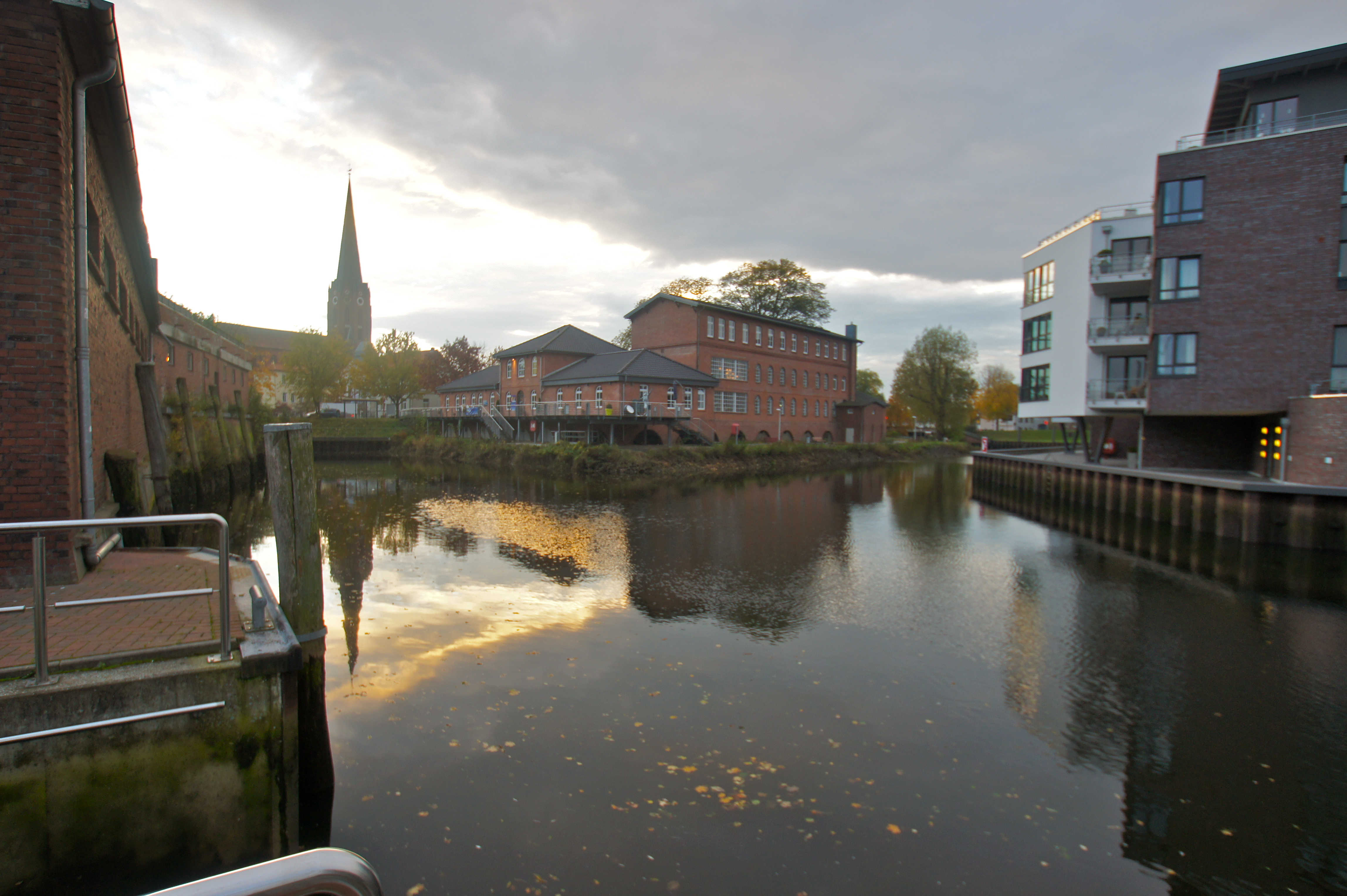
El port fora de la muralla

El port nou fora de les muralles a l'Este navegable va contribuir a la industrialització al segle XIX: s'hi establiren una cimentera, un molí d'oli, una serradora a vapor i una drassana. La indústria va continuar modernitzant-se i empreses multinacionals van venir als polígons industrials nous després de la segona guerra mundial, al costat de serveis i ensenyament.

### La ciutat a l'art
El conte de La llebre i l'eriçó de Wilhelm Schröder i reprès pels Germans Grimm succeeix a la landa de Buxtehude. És la raó per la qual la ciutat es troba a la Deutsche Märchenstraße (en català: carretera alemanya dels contes), un circuit turístic que connecta les ciutats que serveixen d'ambient per als contes més coneguts. Apareix al llibre d'Otfried Preussler El bandoler Setcoltells, o al registre adult, la llegenda del ferrer-remeier que sap forjar, amb l'ajut de sa filla, vergues dures com l'acer. En un cert context, l'expressió «hauries d'anar al ferrer de Buxtehude» no és pas un compliment.
La natura de la relació entra la ciutat i l'organista i compositor Dietrich Buxtehude (1637-1707) és força incerta. No hi ha cap dubte que la ciutat i l'artista només comparteixen el nom, sense relació directe. Son pare va néixer a Bad Oldesloe el 1602, quan allà vivien una vintena persones amb un cognom (von) Buxtehude o semblant, com que l'ortografia encara no s'havia fixat, entre elles molt probablement hi havia l'avi i el besavi del compositor. Els cognoms d'origen van començar a formar-se, sense formalització legal, d'ençà el segle xiv. L'única conclusió és que a un cert moment abans de 1517, els ascendents del músic van migrar vers Bad Oldesloe. No és possible trobar traces als registres de les esglésies de la ciutat d'origen, com que el nom "de Buxtehude" evidentment només es donava una vegada arribat enjondre.
El 1971 es va rodar la pel·lícula Tante Trude aus Buxtehude, al qual la ciutat serveix només per a la rima (en català: La Tia Trude de Buxtehude).

## Llocs d'interès

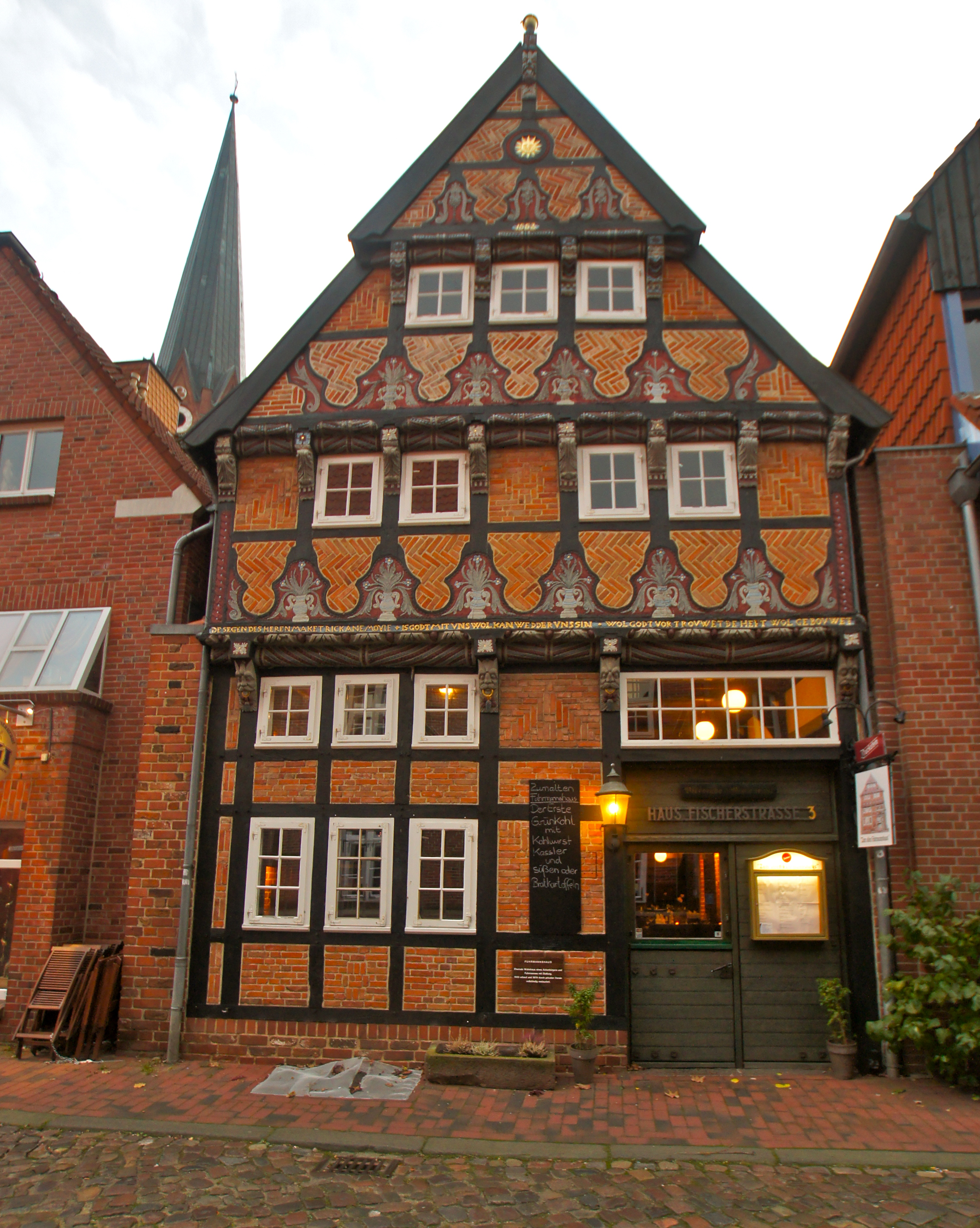
El Fohrmannshuus, una altra perla d'entramat de fusta

- El Museu d'història regional i art (Museum für Regionalgeschichte und Kunst)
- La fàbrica de cervesa (Buxtehuder Brauhaus)
- La casa de la vila
- Nombroses cases d'entramat de fusta
- Església de Pere l'apòstol
- L'antic molí d'aigua al Fleth, transformat en hotel i pisos
- El sender al llarg de l'Este, des de la font a la landa de Lüneburg cap a la desembocadura a l'Elba[8]

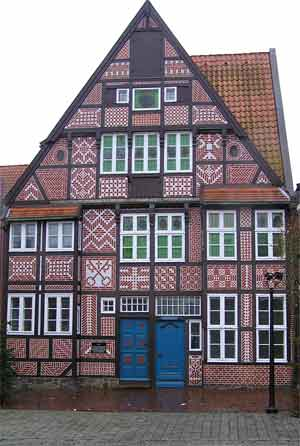
El museu en una casa d'entramat de fusta
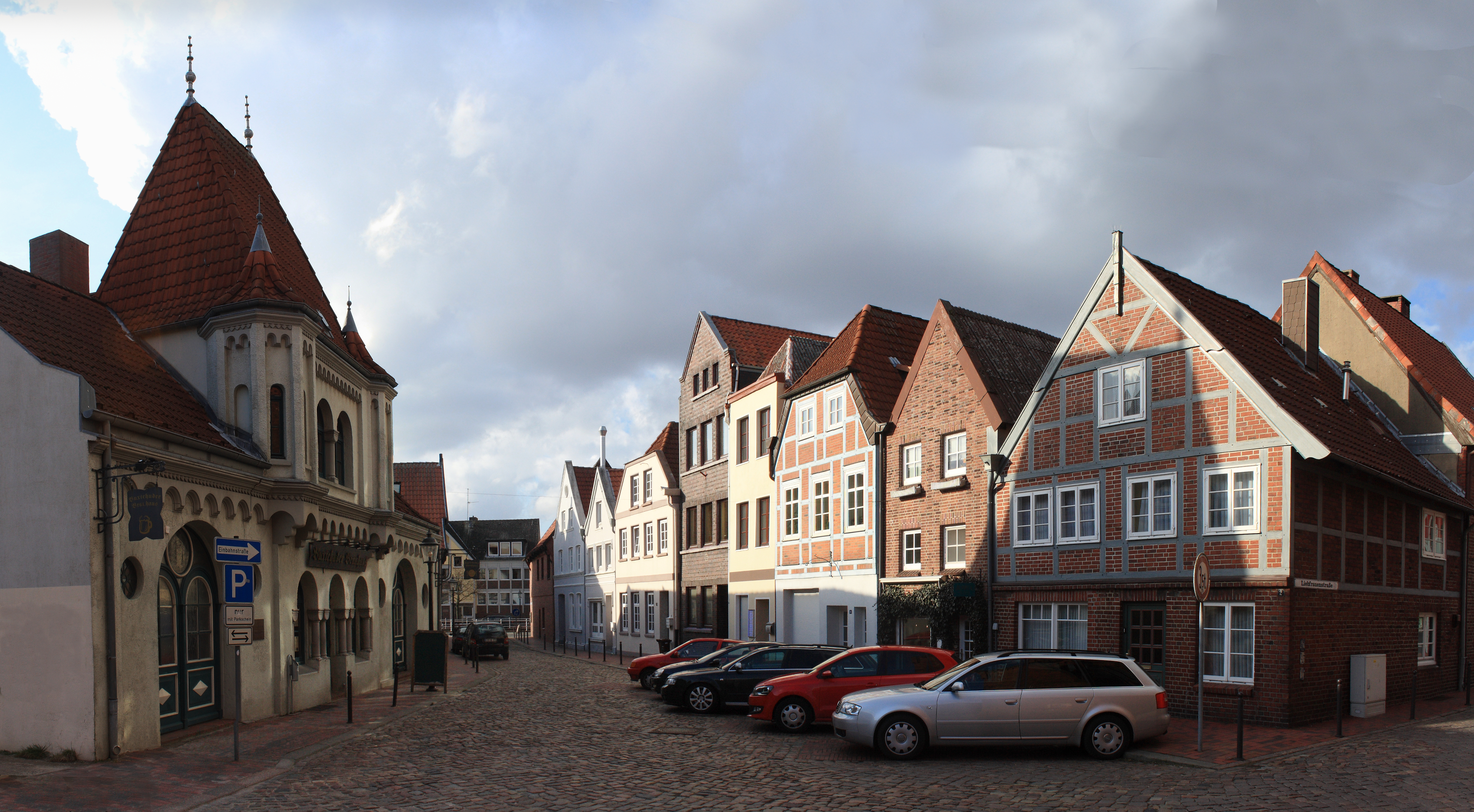
La fàbrica de cervesa
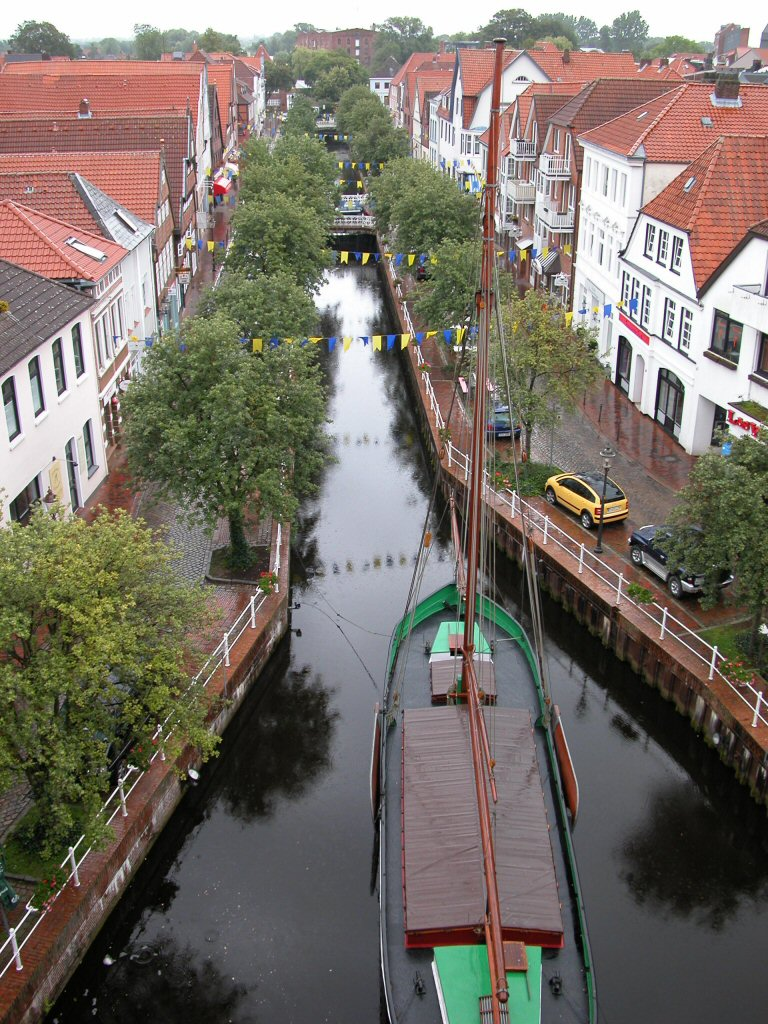
El Fleth (les antigues dàrsenes)
El Fleth com rec del molí
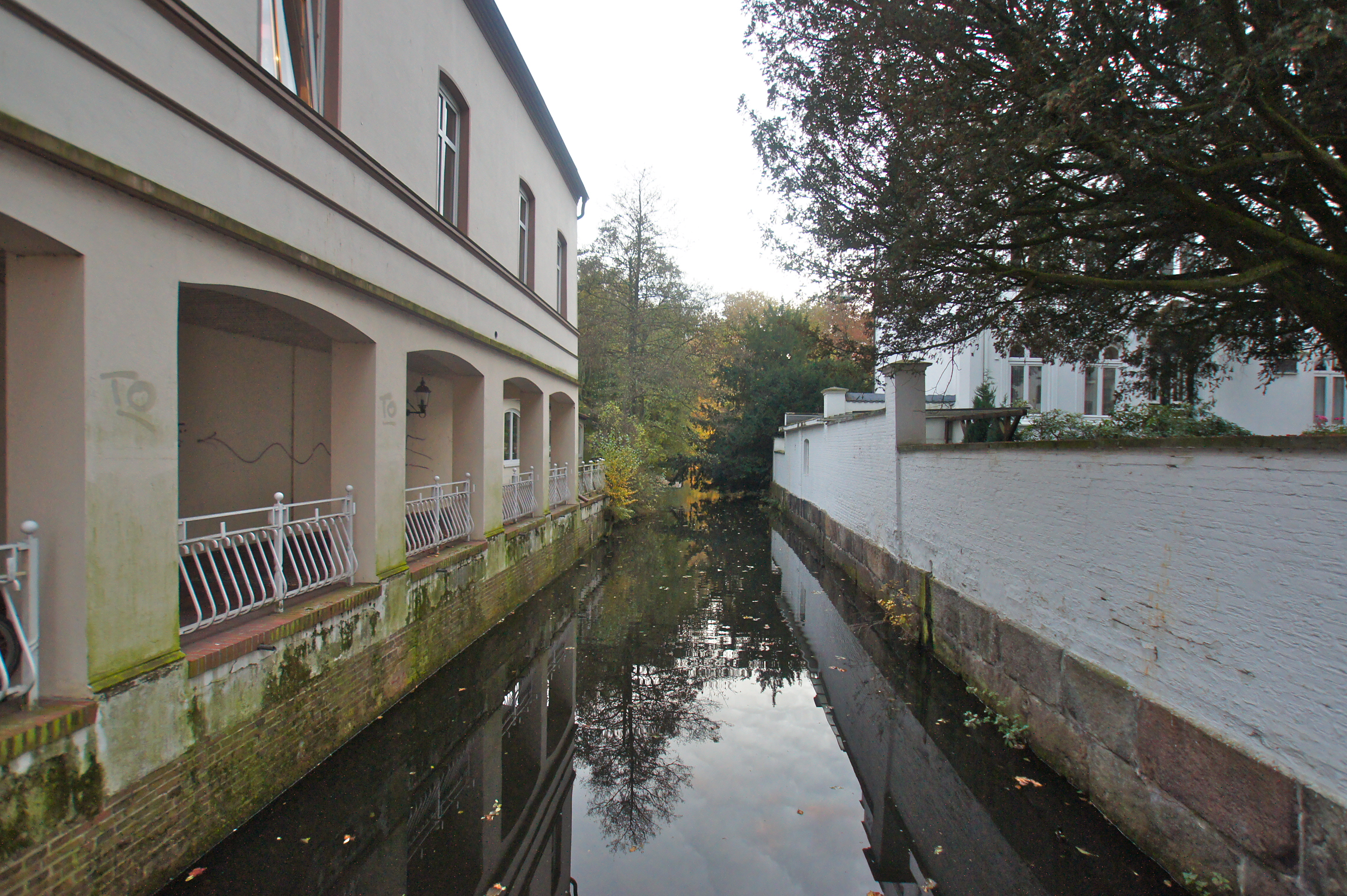
El Fleth com rec del molí

## Fills predilectes
- Ferdinand Canning Scott Schiller (1864–1937), filosof
- Otto Lemmermann (1869–1953), químic
- Werner Issel (1884–1974), arquitecte
- Helga Wex (1924–1986), política
- Adolf Köhnken (* 1938), filòleg
- Wolf-Joachim Clauß (* 1950), general major
- Dieter Perlowski (* 1950), escriptor
- Rudolf Welskopf (1902–1979), resistent contra el nacional-socialisme